# داريو مونتيرو
داريو ألبيرتو جيسوس مونتيرو (بالبرتغالية: Dário Monteiro‏) (مواليد 27 فبراير 1977 في مابوتو) لاعب كرة قدم موزمبيقي دولي يجيد اللعب في خط الهجوم . يلعب لصالح نادي سوبرسبورت يونايتد الجنوب الأفريقي منذ 2009 .

## روابط خارجية
- داريو مونتيرو على موقع الاتحاد الدولي (مؤرشف)  (الإنجليزية)
- داريو مونتيرو على موقع قاعدة بيانات كرة القدم.إي يو (الإنجليزية)
- داريو مونتيرو على موقع ناشيونال فوتبول تيمز (الإنجليزية)
- داريو مونتيرو على موقع Soccerway.com (الإنجليزية)
- داريو مونتيرو على موقع كووورة